# Division Series

logo delle American League Division Series del 2003

logo delle National League Division Series del 2005

Le Division Series sono il primo turno che una squadra affronta nei play-off della Major League Baseball.
Istituite in seguito alla organizzazione interna dell'American League e della National League in division, le Division Series si disputano tra le squadre vincitrici delle rispettive division e la migliore seconda classificata che accede alla post-season grazie alla wild card.
Le due squadre vincitrici della serie, che si gioca al meglio delle cinque partite, si sfidano nelle Championship Series, serie finali di lega che assegnano il pennant e che designano le due squadre che si affronteranno nelle World Series.